# Ioannis Dragasakis
Ioannis « Yánnis » Dragasakis (grego Γιάννης Δραγασάκηςé, Lasíti, 1 de janeiro de 1947)

é um político grego, do partido SYRIZA.

 
Foi Vice-primeiro-ministro do Governo Tsipras (2015-2019).
 
Foi ministro da economia e do desenvolvimento (2018-2019).
Foi o único membro do executivo de Alexis Tsipras com experiência governativa e um dos autores do programa económico do partido Syriza.

## Vida
Ioannis Dragasakis estudou Ciência Política e Econômica. Foi deputado do Parlamento Helénico para a Coalizão da Esquerda de Movimentos e Ecologia, em 1989, e desde Coligação da Esquerda Radical (SYRIZA) em 2004 e 2007. Era membro do Comité Central do Partido Comunista da Grécia até 1991, quando renunciou para se juntar Synaspismos. Foi membro do governo Xenofón Zolótas como um vice-ministro da Economia Nacional.